# Pekka Rinne
Pekka Rinne (ur. 3 listopada 1982 w Kempele) – fiński hokeista, reprezentant Finlandii.
Jego szwagrem został inny fiński hokeista Mika Pyörälä.

## Kariera
- Kärpät (2002-2005)
  -  Hokki (2003)
- Nashville Predators (2005-2021)
  -  Milwaukee Admirals (2005-2008)
  -  Dynama Mińsk (2012-2013)

Wychowanek klubu Laser HT. Od 2005 zawodnik klubu NHL, Nashville Predators. Od września 2012 do stycznia 2013 roku na okres lokautu w sezonie NHL (2012/2013) związany kontraktem z białoruskim klubem Dynama Mińsk. Został zaangażowany z racji na kontuzję, jaką odniósł w klubie z Mińska na początku sezonu KHL (2012/2013) jego rodak Niklas Bäckström. Później powrócił do zespołu Nashville Predators. Z tym klubem jesienią 2018 przedłużył kontrakt o dwa lata. W lipcu 2021 ogłoszono zakończenie jego kariery zawodniczej w NHL.
W barwach Finlandii uczestniczył w turniejach mistrzostw świata w 2009, 2010, 2014, 2015, Pucharu Świata 2016.

## Sukcesy i osiągnięcia
Reprezentacyjne
- Srebrny medal mistrzostw świata: 2014

Klubowe
- Złoty medal mistrzostw Finlandii: 2004, 2005 z Kärpät
- Srebrny medal mistrzostw Finlandii: 2003 z Kärpät

Indywidualne
- AHL All-Star Classic: 2006, 2008
- NHL YoungStars Game: 2009
- NHL Second All-Star-Team: 2011
- Oddset Hockey Games 2014:
  - Najlepszy bramkarz turnieju
  - Skład gwiazd turnieju
  - Najbardziej Wartościowy Zawodnik (MVP) turnieju
- Mistrzostwa Świata w Hokeju na Lodzie 2014/Elita:
  - Piąte miejsce w klasyfikacji średniej straconych goli na mecz w turnieju: 1,88
  - Pierwsze miejsce w klasyfikacji liczby meczów bez straty gola w turnieju: 3
  - Pierwsze miejsce w klasyfikacji liczby obronionych strzałów w turnieju: 220
  - Skład gwiazd turnieju[5]
  - Najbardziej Wartościowy Zawodnik (MVP) turnieju[6]
  - Jeden z trzech najlepszych zawodników reprezentacji na turnieju[7]
- Mistrzostwa Świata w Hokeju na Lodzie 2015/Elita:
  - Rekord czasu bez straty gola w meczach na turnieju mistrzostw świata: 237 minut 5 sekund[8]
  - Czwarte miejsce w klasyfikacji skuteczności interwencji: 92,77%[9]
  - Trzecie miejsce w klasyfikacji średniej goli straconych na mecz: 1,69
  - Pierwsze miejsce w klasyfikacji liczby meczów bez straty gola w turnieju: 3
  - Najlepszy bramkarz turnieju[10]
  - Jeden z trzech najlepszych zawodników reprezentacji na turnieju[11]
- NHL (2017/2018):
  - NHL All-Star Game 2018

Wyróżnienie
- Numer 35, z którym podjął występy Pekka Rinne, został zastrzeżony przez jego macierzysty klub Laser HT[12][13], a następnie przez klub Nashville Predators, gdzie występował przez 16 lat.